# 郵票鉗

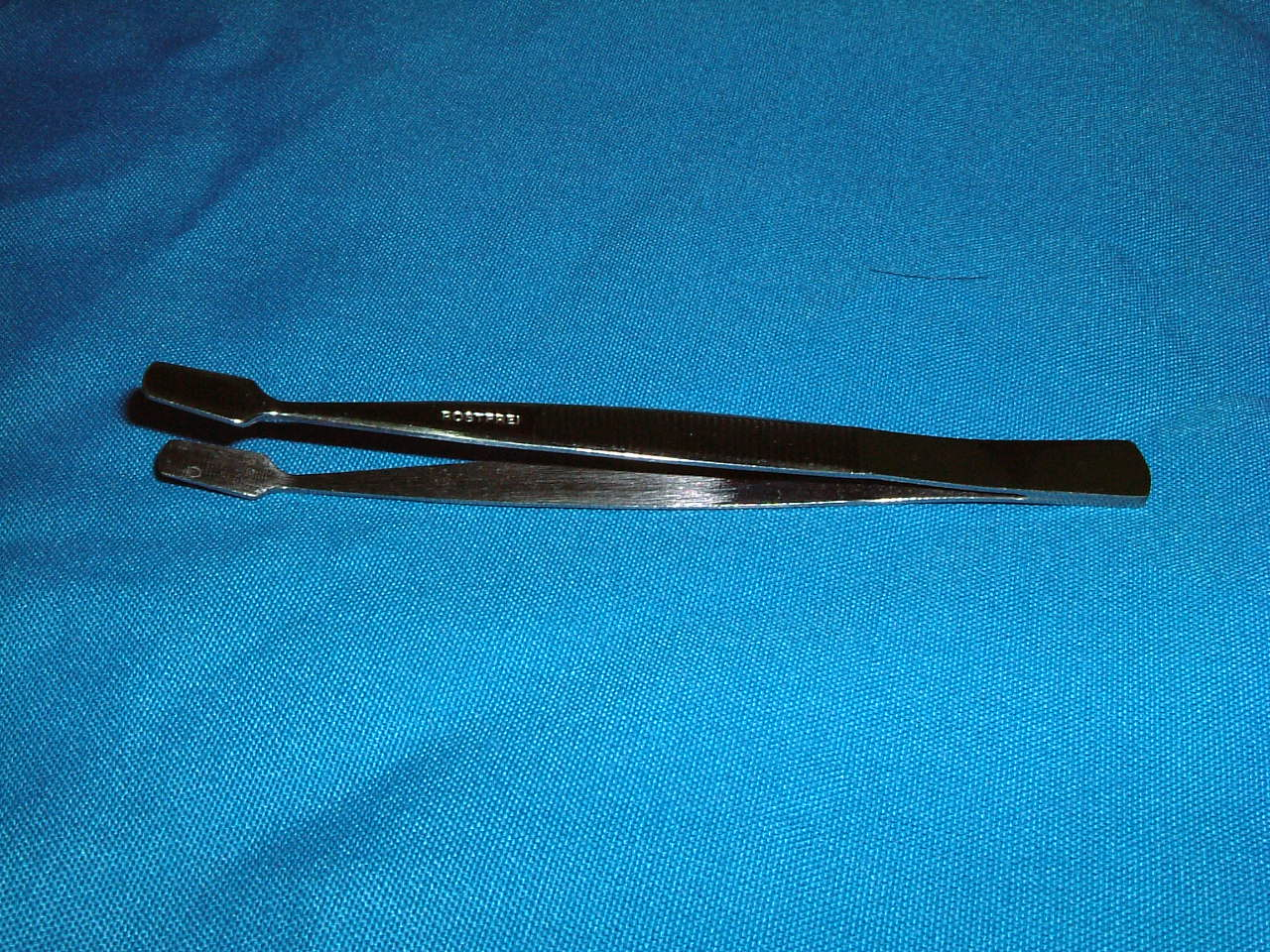
圖1.　一個典型的郵票鉗

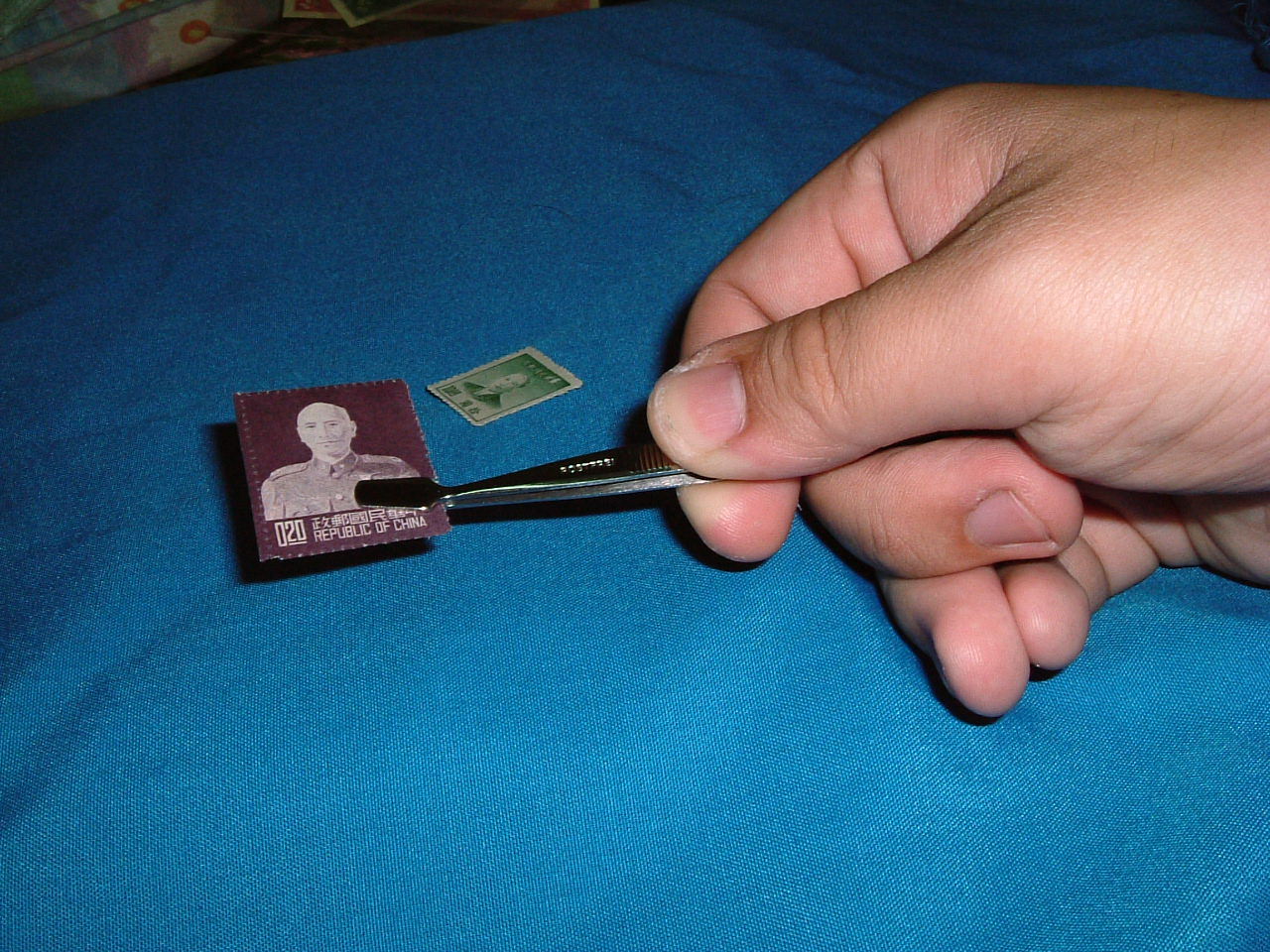
圖2.　使用郵票鉗的方法

郵票鉗（英文：stamp tweezers或stamp tongs）是一種集郵用具，主要的作用是可防止因只用手取得郵票，因手上的溼氣或油脂，而導致郵票變黃。典型的郵票鉗，是金屬製作的，通常為不鏽鋼，長度可達到四英吋至八英吋。
郵票鉗與一般鉗子的構造不相同，典型種類的前端是平面的，不會將郵票受損，並可以輕易地將郵票夾起來。郵票鉗的使用方式很簡單，就如同一般鉗子一樣，剛開始集郵初學者可能在使用時感到彆扭，但使用習慣後，則可輕鬆上手，甚至還可以一次夾起較多的郵票。
郵票鉗還有前端為較尖的設計，此類設計之樣式，甚至還可以撕下郵票。
1. ↑  中華郵政. . 中華郵政. 2013-06-06  [2022-07-27]. （原始内容存档于2022-10-03）.
2. ↑  . Wikipedia. 2021-08-18 （英语）.